# Ateneum Kapłańskie
Ateneum Kapłańskie – czasopismo teologiczne założone we Włocławku w 1909 r. przez ks. Idziego Radziszewskiego.
Od 1990 roku czasopismo wydaje Włocławskie Wydawnictwo Diecezjalne.
Od początku istnienia czasopisma jest związane z Wyższym Seminarium Duchownym we Włocławku, którego wykładowcy byli kolejnymi redaktorami naczelnymi.
Około 1926 r. siedziba redakcji mieściła się na pl. Kopernika 11, wydawcą miesięcznika był wówczas ks. Stanisław Gruchalski.

## Historia czasopisma

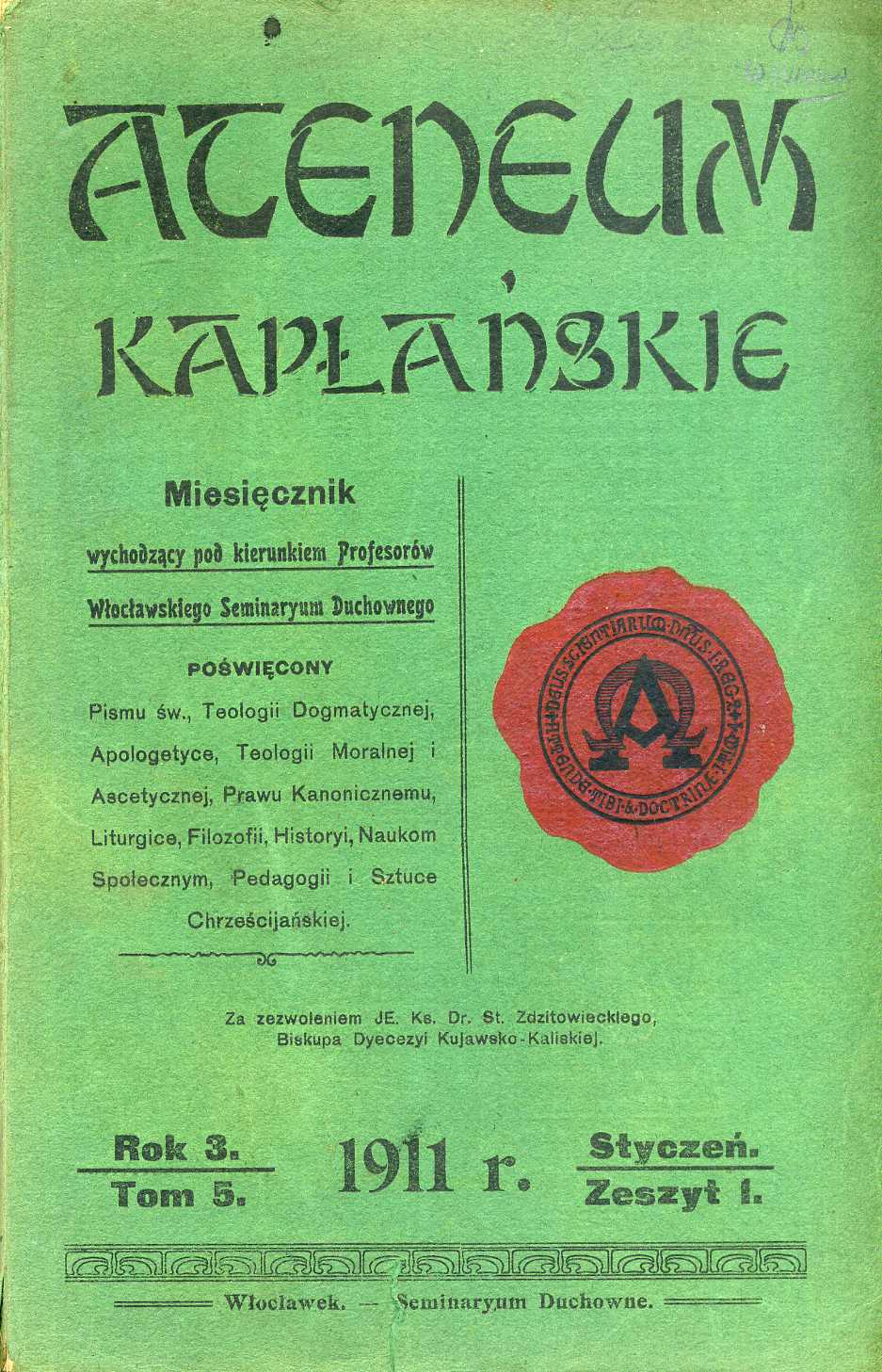
Okładka miesięcznika Ateneum Kapłańskie ze stycznia 1911 roku

Największy wkład w powstanie „Ateneum Kapłańskiego” miał ks. Idzi Radziszewski, ówczesny rektor seminarium duchownego. Na początku roku akademickiego 1908/1909 odbyło się kilkanaście posiedzeń, na których omawiano charakter i zadanie nowego czasopisma. Ustalono, że będzie to miesięcznik obejmujący od ośmiu do dziesięciu arkuszy druku i będzie ukazywać się w dziesięciu zeszytach rocznie, czyli co miesiąc z wyjątkiem  wakacji (lipiec i sierpień). 
Podczas spotkań księży profesorów próbowano ustalić nazwę dla nowego pisma. W propozycjach nazwy większość zawierała słowa kościelny lub katolicki. Wybrano propozycję ks. Radziszewskiego: Ateneum Kapłańskie.
Po wstępnych rozmowach należało przystąpić do organizacji wewnętrznej redakcji. Ks. Radziszewski, który stworzył cały projekt pisma, nie chciał podjąć kierownictwa. Na jednym z posiedzeń wybrano ks. prof. Rudolfa Filipskiego, a jego zastępcą ks. prof. Antoniego Szymańskiego. Na skutek trudności osobistych ks. Filipski zrezygnował z  funkcji, którą przejął ks. Antoni Szymański. Pełnił tę rolę do wybuchu pierwszej wojny światowej. Podczas spotkania wybrano także wydawcę miesięcznika, którym miał być ks. Stanisław Gruchalski.
Projekt okładki opracował ks. mgr Władysław Służałek, prefekt gimnazjum we Włocławku. Wykonał stylizację liter w tytule i narysował pieczęć, która była odbijana przez dziesiątki lat na każdym zeszycie Ateneum Kapłańskiego.
W latach 30. XX wieku Józef Pastuszka i Paweł Tochowicz na łamach pisma krytykowali poglądy Hitlera z pozycji chrześcijańskich.

## Redaktorzy naczelni
- 1909–1918 – ks. Antoni Szymański
- 1918 – ks. Józef Kruszyński
- 1925–1928 – bł. ks. Henryk Kaczorowski
- 1928–1929 – ks. Franciszek Korszyński
- 1929–1932 – ks. Bolesław Kunka
- 1932–1939 – ks. Stefan Wyszyński, późniejszy prymas Polski
- 1946–1950 – ks. Stefan Biskupski
- 1957–1975 – ks. Kazimierz Majdański, późniejszy biskup szczecińsko-kamieński
- 1975–1978 – ks. Wincenty Dudek
- 1978–1997 – ks. Jerzy Bagrowicz
- 1997–2004 – ks. Wojciech Hanc
- 2004 –2025 – ks. Waldemar Karasiński[7]
- 2025 – ks. Jan Przybyłowski[7]

## Stali członkowie redakcji[8]
- 1909–1926 – ks. Stanisław Gruchalski
- 1927–1935 – ks. Karol Cieśliński
- 1931–1932 – ks. Stefan Wyszyński
- 1935–1947 – ks. Józef Iwanicki
- 1947–1949 – ks. Władysław Giszter